# Michel Aupetit
Pour les articles homonymes, voir Aupetit.
Michel Aupetit, né le 23 mars 1951 à Versailles, est un médecin et évêque catholique français. Il devient évêque de Nanterre en 2014, puis est archevêque de Paris du 7 décembre 2017 au 2 décembre 2021, date à laquelle sa démission pour « comportement ambigu » est acceptée par le pape François. Il est connu pour ses positions conservatrices sur les sujets de société tels que le mariage des homosexuels, l'IVG ou encore la PMA.

## Biographie

### Jeunesse et formation
Michel Aupetit est né le 23 mars 1951 à Versailles (Seine-et-Oise aujourd'hui Yvelines) d'un père cheminot et d'une mère connue comme la seule pratiquante de la famille. 
Il grandit à Chaville et Viroflay, dans l'ouest de l'Île-de-France. Après des études de médecine suivies notamment aux hôpitaux Bichat et Necker, il s'installe comme médecin généraliste à Colombes, où il exerce de 1979 à 1990. 
Il expliquera plus tard dans un entretien avoir voulu devenir médecin car « il supportait mal de voir souffrir ». Il entre ensuite à la Maison Saint-Augustin puis, à l'âge de 39 ans, intègre le séminaire de Paris.
Il est titulaire d'un diplôme d'État de docteur en médecine, d'un diplôme universitaire d'éthique médicale obtenu en 1994 à la faculté de médecine de Créteil (où il a également enseigné), et d'un baccalauréat canonique de théologie.

### Prêtre
Il est ordonné prêtre par le cardinal Lustiger à l'âge de 44 ans en 1995 pour l'archidiocèse de Paris.
Affecté comme vicaire à Saint-Louis-en-l'Île de 1995 à 1998, il est ensuite vicaire de Saint-Paul-Saint-Louis de 1998 à 2001. En parallèle, il est aumônier des lycées et collèges du Marais de 1995 à 2001.
De 2001 à 2006, il est curé de la paroisse dont le lieu de culte est l'église Notre-Dame-de-l'Arche-d'Alliance, et en complément doyen du secteur « Pasteur Vaugirard 15e » de 2004 à 2006.
De 2006 à sa nomination épiscopale, il est vicaire général de l'archidiocèse de Paris.

### Évêque
Il est nommé évêque auxiliaire de Paris avec le titre d'évêque titulaire (ou in partibus) de Massita (de) le 2 février 2013 par le pape Benoît XVI. Le 19 avril 2013, il reçoit la consécration épiscopale des mains du cardinal André Vingt-Trois assisté d'Éric Aumonier et Jean-Yves Nahmias.
Il est nommé évêque de Nanterre par le pape François le 4 avril 2014. 
Michel Aupetit est canoniquement installé évêque de Nanterre le 4 mai 2014 à 15 h 30 en la cathédrale Sainte-Geneviève-et-Saint-Maurice de Nanterre.
De 2014 à 2017, il est président de Radio Notre Dame et président de la Cofrac France à partir de 2017.
Il est nommé archevêque de Paris par le pape François le 7 décembre 2017, pour succéder au cardinal André Vingt-Trois à partir du 6 janvier 2018. Le 8 janvier, il reçoit formellement en plus de sa charge d'archevêque de Paris, celle d'ordinariat des catholiques des Églises orientales résidant en France, dépourvus de hiérarchie propre,. Le 22 décembre 2018, le pape François le nomme membre de la Congrégation pour les évêques.
Le 6 août 2019, il est nommé membre de la Congrégation pour les Églises orientales.

#### Des positions conservatrices
En 2013, Michel Aupetit défile avec La Manif pour tous pour s'opposer à la loi sur le mariage des couples homosexuels.
En 2021, il affirmait qu'on ne pouvait pas créer « une loi pour chaque catégorie de personnes. (...) Sinon, pourquoi pas la polygamie ? L'inceste ? L'adoption d'un enfant par un frère et une sœur ? Pourquoi pas, en effet, “puisqu'ils s'aiment”, pour reprendre l'argumentation des partisans du “mariage homosexuel” ? ». 
Avec d'autres évêques conservateurs, il participe à des « marches pour la vie » pour s'opposer à l'interruption volontaire de grossesse. Pendant le débat sur la loi bioéthique, il s'oppose à l'ouverture de la PMA aux couples de femmes, expliquant que, selon lui, « l'enfant devient un simple produit manufacturé : sous prétexte qu'il est objet de désir, il est mis à la disposition des adultes, comme l'on ferait pour une voiture ou un smartphone à la mode ! »,.
En novembre 2020, alors que la France connaît un second confinement en raison de la pandémie de coronavirus, et que les messes publiques sont interdites, des divisions éclosent parmi les catholiques français. 
Michel Aupetit prend part à cette polémique et s'oppose aux catholiques continuant à assister à des messes en secret : « Ceux qui font leur petit business dans leur coin empêchent tous leurs frères de pouvoir assister à la messe ».

#### Rapport Sauvé
Après la publication, début octobre 2021, du rapport de la commission indépendante sur les abus sexuels dans l'Église présidée par Jean-Marc Sauvé qui a montré l'ampleur du phénomène de la pédocriminalité dans l'Église catholique de France depuis les années 1950, Michel Aupetit n'a pas pris position publiquement sur ce sujet.

#### Remise de charge

##### Gouvernance
En novembre 2021, le magazine Le Point publie une enquête sur la gouvernance de l'archevêché et sur la vie privée du prélat. L'article évoque plusieurs démissions depuis l'installation de l'évêque, notamment celles de deux vicaires généraux du diocèse (Alexis Leproux et Benoist de Sinety), ainsi que ses méthodes qualifiées d'autoritaires, et des prises de décisions non consensuelles au sujet notamment de la fermeture du centre pastoral de Saint-Merry, l'application du motu proprio Traditionis custodes ou les licenciements faisant suite aux affaires de harcèlement moral et d'agression sexuelle au lycée Saint-Jean-de-Passy. 
L'hebdomadaire évoque également une possible relation intime qu'aurait eue Michel Aupetit avec une femme en 2012.
Le 25 novembre 2021, dans une lettre envoyée au pape François, il remet sa charge entre ses mains. Il reconnaît avoir eu un comportement ambigu, mais se défend d'avoir eu une relation intime ou sexuelle,,,.
Le pape le démet de sa charge le 2 décembre 2021,, et justifie sa décision prise « non pas sur l'autel de la vérité, mais sur celui de l'hypocrisie » : « Il y a eu manquement de sa part, un manquement au sixième commandement » (qui interdit l'adultère) « mais pas total », a déclaré le pape, qui a parlé « des petites caresses et des massages qu'il faisait à sa secrétaire » et il a été victime de « commérages » qui ont fini par emporter sa réputation, l'empêchant de gouverner. 
À la mi-décembre, l'archevêque a déclaré être victime d'une cabale et a envisagé de porter plainte, il a démenti à nouveau toute relation sexuelle et il a précisé : « Il n'y a pas eu de liaison. Une fois, cette personne a eu mal au dos. Je lui ai fait un massage pour la soulager. Je rappelle que je suis médecin ». Concernant sa secrétaire, il pense que le pape « a un peu mélangé les éléments de l'histoire ».
Le prélat rejoint l'ancienne abbaye toulousaine de Sainte-Marie du Désert devenue un « lieu de vie partagé » géré par l'association Village de François, où il vient en aide à des « personnes blessées ».
Après plusieurs mois, il quitte l'abbaye Sainte-Marie du Désert puis est nommé à l'Académie pontificale pour la vie, le 5 décembre 2023.

##### Enquête préliminaire
Le 3 janvier 2023, la chaîne BFM TV révèle qu'une enquête préliminaire visant Michel Aupetit a été ouverte début décembre pour agression sexuelle sur personne vulnérable après un signalement du diocèse de Paris.
La femme concernée a déjà été évoquée dans l'affaire précédente, elle est sous curatelle depuis plusieurs années. L'enquête doit déterminer la valeur du consentement de cette personne au regard de sa vulnérabilité,. La procédure est classée sans suite, en août 2023, pour absence d'infraction .

## Devise
Sa devise est : « Je suis venu pour qu'ils aient la vie et qu'ils l'aient en abondance » (Jn 10,10).

## Distinctions
Le 31 décembre 2018, Michel Aupetit est nommé au grade de chevalier dans l'ordre national de la Légion d'honneur au titre d' « archevêque de Paris ; 39 ans de services ».

## Publications
- Contraception : la réponse de l'Église, éditions Pierre Téqui, 1999  (ISBN 978-2-74030-681-9)
- Découvrir l'Eucharistie, en collaboration avec Christian Clavé, Éditions Salvator, 2005  (ISBN 978-2-70670-387-4)
- L'embryon, quels enjeux : réflexions sur l'embryon, sa place, sa qualité et son avenir pour un vrai débat avant la révision de la loi de bioéthique en 2009, Éditions Salvator, 2008  (ISBN 978-2-70670-527-4)
- La mort, et après ? : un prêtre médecin témoigne et répond aux interrogations, Éditions Salvator, 2009  (ISBN 978-2-70670-530-4)
- Qu'est-ce que l'homme ?, publié dans les annales de l'Académie d'éducation et d'études sociales, Éditions François-Xavier de Guibert, 2010  (ISBN 978-2-7554-0399-2)
- L'homme, le sexe et Dieu : pour une sexualité plus humaine, Éditions Salvator, 2011  (ISBN 978-2-70670-878-7)
- Croire, une chance pour tous, Conférences de Carême à Notre-Dame de Paris, Éditions Parole et Silence, 2013  (ISBN 978-2-88918-153-7)
- La mort, un temps à vivre, publié dans les annales 2015 de l'Académie d'éducation et d'études sociales, Éditions François-Xavier de Guibert, 2013-2014  (ISBN 978-2-75540-580-4)
- Construisons-nous une société humaine ou inhumaine ?, Éditions du Moulin, 2016  (ISBN 979-1-09004-304-6)
- La mort : méditation pour un chemin de vie, Éditions Artège, 2020  (ISBN 9791033610274)
- Humanæ Vitæ : une prophétie, Éditions Salvator, 2020  (ISBN 978-2-70671-928-8)